# Nauczyciel Roku
Nauczyciel Roku – konkurs organizowany przez „Głos Nauczycielski” i Ministerstwo Edukacji Narodowej (od 2002).
Kandydatów zgłaszają uczniowie, rodzice, dyrektorzy, samorządy, organizacje społeczne oraz nauczyciele. Zgłaszani mogą być nauczyciele przedszkoli, szkół i placówek oświatowych, oceniani nie tylko za wyniki nauczania, ale również za pozytywny wpływ wywierany na środowisko. Wyboru dokonuje jury, złożone z przedstawicieli MEN, Głosu Nauczycielskiego oraz ekspertów oświaty. W pierwszym etapie wybiera się trzynastu "nominowanych", w drugim – zwycięzcę i dwóch wyróżnionych. Zwycięzca otrzymuje nagrodę Ministra Edukacji Narodowej, wszyscy – nagrody rzeczowe od sponsorów.

## Dotychczasowi Nauczyciele Roku:
- 2002 – Grzegorz Lorek, biolog z Leszna,
- 2003 – Bogumiła Bąk, biolożka z Raciborza,
- 2004 – Wiktor Kamieniarz, historyk z Koszalina,
- 2005 – Jacek Świerkocki, chemik, matematyk i informatyk z Żor,
- 2006 – Danuta Konatkiewicz, chemiczka z Zielonej Góry,
- 2007 – Wiesław Włodarski, matematyk z Warszawy,
- 2008 – Dariusz Kulma, matematyk z Mińska Mazowieckiego,
- 2009 – Radosław Moskal, nauczyciel przedmiotów zawodowych z Ostrowca Świętokrzyskiego,
- 2010 – Marek Golka, fizyk z Radomia,
- 2011 – Anna Sosna, anglistka z Zespołu Gimnazjów im. Marszałka Józefa Piłsudskiego w Częstochowie,
- 2012 – Marzena Kędra, nauczycielka nauczania zintegrowanego i dyrektorka Zespołu Szkolno-Przedszkolnego w Moszczance,
- 2013 – Marcin Zaród, anglista z V Liceum Ogólnokształcącego im. Janusza Korczaka w Tarnowie,
- 2014 – Barbara Halska, nauczycielka informatycznych przedmiotów zawodowych w Zespole Szkół nr 6 im. Króla Jana III Sobieskiego w Jastrzębiu-Zdroju,
- 2015 – Katarzyna Nowak-Zawadzka, pedagog szkolny w Szkole Podstawowej z Oddziałami Integracyjnymi nr 87 im. 7 PP AK "Garłuch" w Warszawie,
- 2016 – Joanna Urbańska, nauczycielka biologii, chemii i fizyki w Gimnazjum im. Jana Pawła II w Susku[1],
- 2017 – Marta Florkiewicz-Borkowska, nauczycielka niemieckiego i zajęć technicznych w Szkole Podstawowej im. Karola Miarki w Pielgrzymowicach[2],
- 2018 – Przemysław Staroń, nauczyciel etyki, filozofii i wiedzy o kulturze w II Liceum Ogólnokształcącym im. Bolesława Chrobrego w Sopocie,
- 2019 – Zyta Czechowska, nauczycielka matematyki i pedagożka specjalna w Zespole Szkół Specjalnych w Kowanówku k. Poznania[3],
- 2020 – konkurs nie odbył się z powodu pandemii koronawirusa i obostrzeń sanitarnych[4],
- 2021 – Dariusz Martynowicz, nauczyciel języka polskiego w Małopolskiej Szkole Gościnności im. Tytusa Chałubińskiego w Myślenicach[5],
- 2022 – Iwona Pietrzak-Płachta, nauczycielka bibliotekarka z Zespołu Szkolno-Przedszkolnego w Pliszczynie[6],
- 2023 – Radosław Potrac[7], nauczyciel historii, wychowania do życia w rodzinie, nauczyciel wspomagający w Szkole Podstawowej z Oddziałami Integracyjnymi nr 30 im. Powstańców 1863 r. w Warszawie[8].
- 2024 - Gabriel Wołosewicz - nauczyciel chemii i przedmiotów zawodowych w Powiatowym Zespole Szkół im. Maurycego Mochnackiego w Redzie[9].